# Acmaeodera viridaenea
Acmaeodera viridaenea es una especie de escarabajo del género Acmaeodera, familia Buprestidae. Fue descrita científicamente por DeGeer en 1778.
Esta especie se encuentra en el continente africano.